# Водзинский, Мацей
Мацей Водзинский (пол. Maciej Wodziński; 23 февраля 1782, Голенбево — 16 июля 1848, Дрезден) — государственный деятель Речи Посполитой. Президент (маршалек) Сената Польского королевства (июнь-июль 1831).

## Биография

Герб Ястржембец

Представитель богатой семьи польских аристократов Водзинских герба Ястржембец.
Член парламента Варшавского герцогства в 1809, 1811 и 1812 годах. С 1811 года — член польской масонской ложи Храм Изиса.
Участник Наполеоновских войн. В 1812 году входил в состав Генеральной конфедерации Королевства Польского.
Во время кампании против России сражался в польской пехотной дивизии под командованием Яна Домбровского в корпусе Понятовского. Был адъютантом генерала К. Княжевича.
В 1813 году служил в свите Юзефа Понятовского, в 1814 году был взят в плен.
Позже, на службе Российской империи. Сенатор-каштелян с 1817 года. В 1818 и 1820 годах был членом Сейма Царства Польского. В 1828 году стал членом суда Сейма Царства Польского.
Член Мальтийского ордена.
Участник ноябрьского восстания. Сенатор-воевода Царства Польского (с 1831). Будучи сенатором, подписал постановление о детронизации Николая I.
Занимал должность Президента (маршалка) Сената Польского королевства (июнь-июль 1831).
После подавления восстания, бежал в Дрезден, где и умер в 1848 году. Похоронен на Старом католическом кладбище в Дрездене.
Его племянница — художница Мария Водзинская.